# Rubén Martínez (calciatore 1964)
Rubén Ignacio Martínez Núñez (Santiago del Cile, 27 novembre 1964) è un ex calciatore cileno, di ruolo attaccante.